# Мокен (народ)

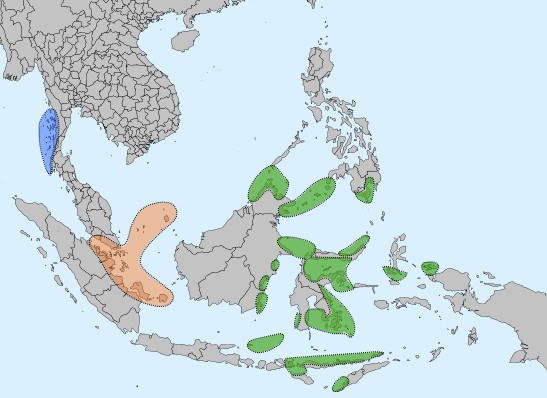
Территории, населённые народами, известными как «морские кочевники»
мокен
оранг-лауты
баджо

Мокен (бирм. ဆလုံလူမျိုး; тайск. ชาวเล, chao le — «морские люди») — австронезийская этническая группа, численность которой от 2000 до 3000 человек, культура которых основана на кочевом образе жизни.
Они говорят на собственном языке, который относится к австронезийской языковой семье.

## Этимология
Они называют себя мокен. Название «мокен» включает все племена, которые говорят на австронезийском языке и живут на берегах и островах в Андаманском море, на западном берегу Таиланда, в провинциях Сатун, Транг, Краби, Пхукет, Панган, и Ранонг, возле Архипелага Мергуи государства Мьянмы. Группа включает в себя мокен, моклен (моклем), оранг-сирех и оранг-лаутов. Последние же, оранг-лауты являются смешанным народом, который сформировался, когда малайцы появились на острове Ланта и смешались с прото-малайцами оранг сирех, жившими на том острове.
Бирманцы называют мокен Selung, Salone, или Chalome. В Таиланде их называют Chao Ley (люди моря) или Chao nam (люди из воды), хотя эти термины также свободно используются для обозначения урак-лавой и даже оранг-лаутов. В Таиланде называют образованных мокен Thai Mai (новые тайцы).
Мокен также называют морскими цыганами, общим термином, который относится ко всем кочевым морским народам Юго-Восточной Азии. Урак-лавой иногда классифицируются как мокен, но они отличаются лингвистически и этнологически, мокен гораздо более тесно связаны с малайцами.

## Жизненный уклад
Знание мокенов о море, его флоре и фауне помогает им выживать, используя для добычи пищи копья и сети.
Часть бирманских мокен всё ещё ведут кочевой образ жизни, живя большую часть своей жизни в море на деревянных лодках, называемых «кабанг», которые служат не только как транспорт, но и как кухня, спальня и гостиная. Однако их традиционный образ жизни в значительной мере находится под угрозой исчезновения.

## Правительственный контроль

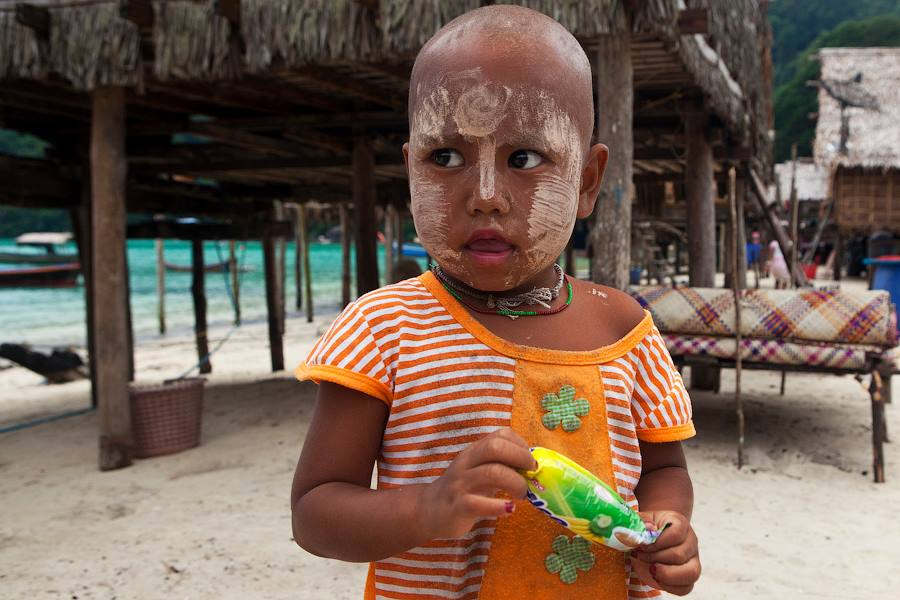
Девочка народа мокен

Правительства Бирмы и Таиланда делали попытки ассимиллировать их через их собственную культуру, но эти попытки не произвели практически никакого результата на мокен. Тайские мокен проживают в деревнях, расположенных на Суринских островах (Национальный парк Му Ко Сурин) в Пхукете, на северо-восточном берегу острова Пхукет и на соседних островах Пхипхи в провинции Краби.
Андаманское море у берегов Танинтайи было предметом пристального контроля со стороны Бирмы в течение 1990-х годов из-за морских нефтяных открытий транснациональных корпораций, включая Unocal, Petronas и другие. Отчеты с конца 1990-х говорили о том, что «морских цыган» принудительно переселяли на сушу. Было заявлено, что большинство салоне были переселены в 1997 году, что согласуется с распространенной схемой принудительного переселения этнических подозрительных, экономических и политических групп, проведённой в Бирме в течение 1990-х годов.

## Индийское цунами в 2004 году
В 2005 году СМИ уделяло большое внимание островам, где живут мокен, во время восстановления после разрушительного цунами в Юго-Восточной Азии, которое унесло сотни тысяч жизней. Благодаря знаниям мокен о море смогли спастись множество людей во время цунами 2004 года.
Тем не менее, в прибрежных сёлах провинции Пханга, таких как Tap Таван, нанесён серьёзный урон жилым и рыбацким лодкам вместе с другими общинами мокен.